# Jørgen Brekke
Jørgen Brekke (Horten, 26 aprile 1968) è un giornalista e scrittore norvegese di thriller.
Vive a Trondheim, dove sono ambientati i suoi romanzi. Nonostante gli studi scientifici la parola scritta lo ha sempre affascinato e il suo primo romanzo La biblioteca dell'anatomista ha vinto il Premio Norli 2011 come miglior romanzo d'esordio.

## Opere
- La biblioteca dell'anatomista (Nådens omkrets) Casa editrice Nord, 2012 ISBN 978-88-429-1886-8
- Il silenzio del carnefice (Drømmeløs) Casa editrice Nord, 2013 ISBN 9788842921752
- Menneskets natur Non pubblicato in Italia (2013)

Tutti i suoi romanzi finora pubblicati hanno come protagonista l'investigatore Odd Singsaker aiutato da due intrepide donne: Felicia Stone e Siri Holmes.
| Controllo di autorità | VIAF (EN) 171788536 · ISNI (EN) 0000 0001 2074 8217 · LCCN (EN) no2011089894 · GND (DE) 1026676452 · BNF (FR) cb16534301m (data) |